# إيفي غرين
إيفي غرين هو متحف منزل تاريخي يقع في 300 غرب شمال كومنز في توسكومبيا، ألاباما، الولايات المتحدة. تم بناؤه في عام 1820، وكان مسقط رأس ومنزل طفولة هيلين كيلر (1880-1968)، التي اكتسبت شهرة كبيرة بعد التغلب على حالات الصمم والعمى للتواصل؛ وأصبحت مؤلفة ومتحدثة عامة. تم تصنيفه كمعلم تاريخي وطني، ويتم تشغيله الآن كمتحف لتكريم وتفسير حياة كيلر.

## الوصف والتاريخ
يقع إيفي غرين في منطقة سكنية شمال وسط مدينة توسكومبيا، على الجانب الشمالي من غرب شمال كومنز في كيلر لين. الميزات الرئيسية للممتلكات هي المنزل الرئيسي، وكوخ الميلاد، والبئر. البيت الرئيسي هو11⁄2هيكل إطاري مكون من طابق مع سقف الجملون والخارجية المكسوة بالألواح الخشبية. يحتوي المبنى على واجهة مكونة من خمسة أقسام، مع نوافذ منزلقة حول مدخل يقع في منتصفه تقريبًا. يتم حماية المدخل بواسطة رواق جملوني، كما أنه محاط بنوافذ جانبية ونوافذ علوية. ويقع بالقرب منه كوخ الميلاد، وهو عبارة عن مبنى متواضع تم بناؤه في الأصل كمكتب لمزرعة. تم تجديده كجناح زفاف لزوجة آرثر هينلي كيلر الثانية، التي أنجبت منه هيلين كيلر في عام 1880. بين المبنيين توجد البئر والمضخة التي لعبت دورًا رئيسيًا في تطوير هيلين كيلر.
تم بناء المنزل الرئيسي في آيفي جرين في عام 1820 على يد ديفيد كيلر، جد هيلين كيلر. كانت مضخة البئر هي المكان الذي حققت فيه هيلين كيلر أول اختراق تم التواصل معه مع معلمتها ورفيقتها آن سوليفان .
في عام 1954 تم تحويل العقار إلى متحف مخصص لهيلين كيلر. تسبب حريق اندلع عام 1972 في أضرار طفيفة وأدى إلى التبرع بمواد إضافية من قبل عائلة كيلر.

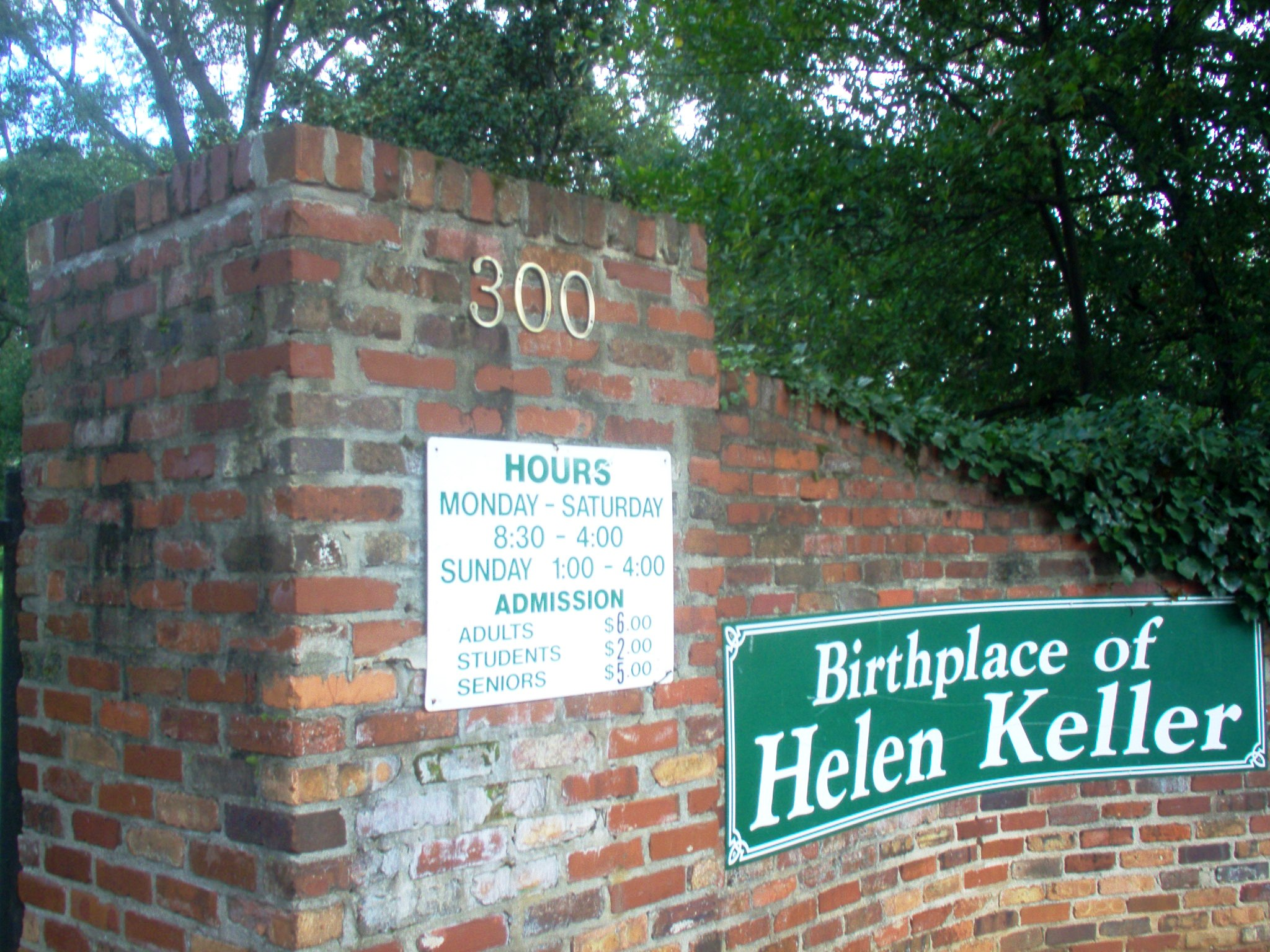
مدخل آيفي جرين

## صانع المعجزات

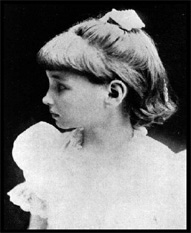
هيلين كيلر، 7 سنوات

كل صيف، منذ أكثر من 30 عامًا، تقدم مؤسسة هيلين كيلر عروضًا خارجية هنا لمسرحية The Miracle Worker للكاتب ويليام جيبسون، وهي مسرحية عن كيلر وسوليفان. يتم عرض المسرحية عادة من أوائل شهر يونيو حتى منتصف شهر يوليو. تحظى هذه المنطقة بشعبية خاصة خلال مهرجان هيلين كيلر الذي يقام في توسكومبيا كل شهر يونيو.

## روابط خارجية
- الموقع الرسمي